# Pterodontia dimidiata
Pterodontia dimidiata är en tvåvingeart som beskrevs av John Obadiah Westwood 1876. Pterodontia dimidiata ingår i släktet Pterodontia och familjen kulflugor.
Artens utbredningsområde är Colombia. Inga underarter finns listade i Catalogue of Life.